# La huella de unos labios
La huella de unos labios je mexický dramatický film z roku 2023, který režíroval Julián Hernández podle vlastního scénáře. Snímek měl světovou premiéru na filmovém festivalu Frameline dne 17. června 2023.

## Děj
Během izolace kvůli pandemii covidu-19 se mladý herec Román na internetu seznámí s Aldem. Přestože jsou téměř sousedé, nemohou se osobně setkat.

## Obsazení
| Hugo Catalán   | Román |
| Mauricio Rico  | Aldo  |
| Mauro González | Pedro |

## Ocenění
- Roze Filmdagen: nominace na cenu poroty za nejlepší film